# МКХ-10: Клас XXII. Коди для спеціальних цілей

## (U00-U49) Тимчасові позначення нових діагнозів неясної етіології або аварійного використання
| (U04) | Тяжкий гострий респіраторний синдром (ТГРС), (англ. SARS — Severe Acute Respiratory Syndrome) |

## (U82-U85) Стійкість до протимікробних та протипухлинних препаратів
| (U80) | Агент стійкий до пеніциліну та інших Бета-лактамних антибіотиків |
| (U81) | Агент стійкий до ванкоміцину та споріднених з ним антибіотиків.  |
| (U88) | Агент стійкий до багатьох антибіотиків (мультирезистентний)      |
| (U89) | Агент стійкий до іншого та невизначеного антибіотику             |